# Batman: Arkham Shadow
Batman: Arkham Shadow – przygodowa gra akcji stworzona przez Camouflaj i wydana przez Oculus Studios 22 października 2024 roku na Meta Quest 3. Należy do serii gier Batman: Arkham i stanowi kontynuację Batman: Arkham Origins. Akcja gry rozgrywa się pomiędzy Arkham Origins a Batman: Arkham Asylum i ukazuje walkę Batmana z tajemniczym Królem Szczurów, który chce zniszczyć Gotham City w dniu 4 lipca. Batman: Arkham Shadow otrzymał od recenzentów w większości pozytywne oceny.

## Fabuła
4 lipca Gotham City ogarniają zamieszki wywołane przez gang Szczurów, który jest prowadzony przez nieznanego Króla Szczurów. Kiedy Szczury porywają Harveya Denta (Troy Baker), Batman (Roger Craig Smith) wkracza do akcji i odbija swojego przyjaciela. Ponieważ jednak podczas misji ratunkowej dochodzi do śmierci jednego z członków gangu, Batman, teraz uznawany za mordercę, infiltruje więzienie Blackgate pod przykrywką, próbując odkryć prawdziwą tożsamość Króla Szczurów. Przez kolejny tydzień w ciągu dnia wydobywa informacje od więźniów i przekupnych strażników, a nocą jako Batman używa tych informacji, aby odnaleźć tajemniczego złoczyńcę. Podczas swojej misji potyka się między innymi z Harleen Quinzel (Tara Strong) czy Jonathanem Crane’em (Elijah Wood).

## Rozgrywka
Batman: Arkham Shadow jest przygodową grą akcji przedstawianą w perspektywie pierwszoosobowej. Podczas rozgrywki gracz kieruje Batmanem, który stara się ochronić Gotham City przed zagrożeniem nadciągającym ze strony Króla Szczurów. Większa część gry dzieje się w pilnie strzeżonym więzieniu Blackgate, gdzie Batman operuje pod przykrywką. Do swej dyspozycji Batman ma gadżety charakterystyczne dla serii, np. pelerynę, pozwalającą na dalekie skoki z dużej wysokości, wybuchowy żel, używany do wysadzania słabych ścian czy linę z hakiem, dzięki której gracz może się dostać do normalnie niedostępnych miejsc. Część z tych gadżetów jest dostępna natychmiastowo po rozpoczęciu gry, natomiast resztę gracz zyskuje podczas przechodzenia kolejnych elementów fabuły.
System walki w Arkham Shadow nie odbiega zbytnio od tego przedstawionego w poprzednich grach z serii. Po zaatakowaniu przeciwnika po raz pierwszy rozpoczyna się sekwencja ataków, która musi zostać wykonana, aby ten został znokautowany. Sekwencja może się składać m.in. z ciosów wyprowadzonych w punkty zaznaczone na ciele wroga, szybkiej serii ataków w określone miejsce czy też złamania wyznaczonej kończyny. Niektórych przeciwników przed atakiem należy odpowiednio ogłuszyć. Jeżeli wróg wyprowadzi cios, gracz może go skontrować, a wtedy sekwencja przenosi się na tego wroga. W grze występują różne rodzaje przeciwników, np. zbiry z tarczami, sztyletami lub pałkami energetycznymi. Wobec trudniejszych wrogów trzeba zastosować inne strategie, np. zaatakować ich z tyłu bądź unikać ich ataków. Do pomocy w walce gracz ma do dyspozycji kolejne gadżety, np. bombę dymną, rękawice energetyczne czy też bataranga.
Podobnie do innych gier z serii funkcjonują także sekcje skradankowe. Do dyspozycji gracza wciąż dano też „tryb detektywa”, w którym może on zobaczyć swoich przeciwników, a także ukryte ścieżki czy też znajdźki. Aby cicho obezwładnić wroga, gracz może zajść go z tyłu, by następnie pozbawić go przytomności, albo może do tego wykorzystać swoje otoczenie, np. powiesić przeciwnika na gargulcu umiejscowionym pod sufitem lub znokautować go po wyjściu z kratki w podłodze. W przemieszczaniu się szybko i bezpiecznie między wrogami pomaga lina z hakiem.
W ramach zadań pobocznych w grze występują znajdźki oraz specjalne wyzwania. Wśród znajdziek znajdują się m.in. radia szerzące propagandę Króla Szczurów, a wyzwania to specjalnie skonstruowane mapy zawierające sekwencje walki lub skradania.

## Produkcja
Podczas kończenia prac nad grą Iron Man VR studio Camouflaj otrzymało propozycję od Meta Platforms, dotyczącą stworzenia nowej gry, o większej skali i z większym budżetem. Camouflaj podjęło decyzję o stworzeniu gry w uniwersum Batmana, co rozpoczęło sześciomiesięczne negocjacje z Warner Bros. Interactive. Po przedstawieniu przez studio dwóch prototypów gry, ukazujących system walki oraz poruszania się, Warner Bros ostatecznie zgodziło się na nowy projekt z serii Batman: Arkham. Produkcja gry rozpoczęła się w trzecim kwartale 2020 roku i trwała około czterech lat.
Na początku maja 2024 roku Arkham Shadow został po raz pierwszy zapowiedziany, a oficjalna prezentacja odbyła się 7 czerwca tego samego roku podczas Summer Game Fest. Ostatecznie gra została wydana 22 października 2024 roku na Meta Quest 3 oraz Meta Quest 3S.

## Odbiór gry
Batman: Arkham Shadow otrzymał w większości pozytywne opinie od krytyków. Wielu z nich chwaliło system walki, nazywając go satysfakcjonującym i wiernym poprzednim grom z serii. Giovanni Colantonio z Digital Trends powiedział, że „studio niesamowicie stanęło na wysokości zadania”. Podobnie chwalili skradanie się. Dan Stapleton z serwisu IGN stwierdził: „Nigdy nie przestaję czerpać radości [z powalania przeciwników]”, choć zaznaczył, że „sterowaniu brakuje precyzji potrzebnej do unikania wykrycia”. Dobrze została również przyjęta fabuła gry. Colantonio powiedział, że „może to być najlepsza historia o Batmanie opowiedziana w grze komputerowej”. Nieco mniej przychylnym okiem krytycy spojrzeli na stronę techniczną gry. Ian Higton z angielskiego wydziału Eurogamera nazwał błędy pojawiające się w grze „rażącymi”.
Na agregatorze Metacritic opinia gry osiągnęła średnią 84/100 z 32 recenzji, zaś na portalu OpenCritic ma ona średnią 85/100 z 27 recenzji.
Arkham Shadow został nagrodzony statuetką The Game Awards w 2024 roku w kategorii „Najlepsza gra VR/AR”.